# لارس اولسن
لارس اولسن هو دراج على المضمار دنماركي، ولد في 29 يونيو 1965 في كوبنهاغن في الدنمارك.

## وصلات خارجية
- لارس اولسن على موقع أرشيف الدراجات (الإنجليزية)
- لارس اولسن على موقع أوليمبيديا (الإنجليزية)